# Apophis (groupe)
Pour les articles homonymes, voir Apophis (homonymie).
Apophis est un groupe allemand de death metal, originaire de Stuttgart.

## Histoire

### Débuts
Le groupe est formé à la fin 1990 d'une formation précédente, fondée en 1988 par Roger Kirchner et Jörg Bartelt (tous deux guitaristes). En 1989, Erik Stegmaier (batterie) et Kristian Hahn (chant) les rejoignent et le groupe se baptise Raise Hell. Si, au début, le groupe se consacrait encore à un thrash metal relativement facile à retenir, tout change lorsque la basse est remplacée par un autre style musical. Le groupe s'oriente alors vers un death metal plus technique et se rebaptise Apophis.
Après la démo Missed Abortion (1991) enregistrée dans le local de répétition d'un groupe ami, copiée sur la chaîne hi-fi et diffusée une cinquantaine de fois avec une pochette à peindre soi-même, le groupe enregistre son premier mini-album Gateway to the Underworld en décembre 1992 au studio d'enregistrement Gress à Göppingen, qui devait à l'origine servir de démo et de cassette de promotion. Le CD (avec Christoph Bittner à la basse) a été distribué par SPV et Nuclear Blast. Entre-temps, Apophis donne de nombreux concerts, entre autres en première partie de Pungent Stench, Crematory, Krabathor, Sinister, Fleshcrawl, Disgrace, Sacrosanct. Dès 1993, Jan Beckmann (ex-Fatered, ex-Die Allergie, ex-Bloodflowerz) reprend la basse.
La recherche d'un label n'ayant abouti, le groupe fonde Contraption Records pour financer lui-même le successeur de Gateway to the Underworld. Avec le nouveau bassiste Marcus Köchl (Revel in Flesh), ils s'enferment donc en juin 1996 dans le studio d'enregistrement MM Musicproductions à Aalen et enregistrent Down in the Valley, sorti en décembre 1996. Last Episode et Intercord sont choisis comme distributeurs.
En septembre 1997, Apophis enregistre son CD promotionnel 1997 au studio Fautspacher Nightmare, grâce auquel le contrat de disque attendu depuis longtemps est enfin conclu au printemps. Le groupe trouve en Morbid Records un partenaire contractuel dont il attendait beaucoup. Morbid Records en attendait également beaucoup et envoie le groupe à Hlohovec, en Slovaquie, en juin 1998, où ils enregistrent leur nouveau CD Heliopolis dans le studio Exponent local, Roger et Jörg se partageant l'enregistrement de la basse. Ce CD, qui témoigne parfaitement de l'évolution musicale conséquente du groupe depuis Down in the Valley, sort le 23 novembre 1998 en Europe et début 1999 aux États-Unis via Pavement Music, et est distribué par Morbid Records et SPV. La presse internationale a très bien accueilli cet album, même si certains ont été dérangés par la pochette peu typique du metal.
En 1999, Kristian Hahn (chant), Jörg Bartelt (guitare) et le bassiste Manuel Kiesel, qui n'avait rejoint le groupe qu'un an auparavant, quittent le groupe et sont remplacés par Peter Fajfar (chant, guitare) et Gert Wiedmann (basse).
Les concerts les plus importants de cette phase furent le Summer Breeze 2000 et la tournée allemande avec Sinister et Disinfect. Entre-temps, le groupe résilie d'un commun accord son contrat avec Morbid Records.

### Années 2000–2020
Après avoir travaillé sur de nouvelles chansons en 2000/2001, le groupe retourne au studio Exponent à Hlohovec en août 2001 pour enregistrer le successeur d'Heliopolis. Cependant, Peter et Gert quittent le groupe peu de temps après, ce qui met le groupe et le CD en attente. En août/septembre 2002, Roger se met à la recherche de nouveaux musiciens pour faire revivre Apophis. La nouvelle formation depuis octobre 2002 est composée de Roger Kirchner, Erik Stegmaier, Patrick Schmid (basse, Vampyromorpha), Andre Spottke (chant, Van Herzen) et Anton Velimanov (guitare).
En 2003, le groupe enregistre le véritable successeur d'Heliopolis avec de nouvelles chansons : I Am Your Blindness sort sur Supreme Chaos Records et est relativement bien accueilli par la presse spécialisée,,,. Avec Jens Haußmann (N.O.T.) en remplacement d'Anton et Bernd Kombrink (Dawn of Dreams) comme nouveau chanteur, le groupe joue de nombreux concerts et festivals jusqu'à ce que Roger déménage à Londres en 2009. Depuis, seuls des concerts isolés sont donnés avec Fabian Guschlbauer (Mental Amputation) comme guitariste aux côtés de Roger Kirchner et des changements de bassistes live, dont Florian Botschek (Red to Grey, Inferno).
En 2018, le groupe enregistre huit chansons à Londres et à Aalen pour leur prochain album, Excess, qui ramènera l'auditeur aux premiers jours du death metal tout en s'imposant dans un son moderne. L'album est produit par Roger Kirchner et Dan Baune (Monument) et masterisé par Dan Swanö au studio Unisound. Entre-temps, le groupe trouve un nouveau bassiste en la personne de Guntram Berger (Behind the Scenery), qui n'apparaît toutefois pas sur les enregistrements. Le 27 avril 2021, le groupe annonce sa signature avec Massacre Records et la sortie du prochain album, Excess, à l'automne 2021,.

## Style musical
Le groupe joue une forme mélodique de death metal old school européen, caractérisée par des leads techniques à deux voix et se situant plutôt dans la zone mid-tempo. Les critiques mentionnent également régulièrement l'atmosphère créée dans les chansons et la complexité de la musique.

## Discographie

### Albums studio
- 1993 : Gateway to the Underworld
- 1996 : Down in the Valley
- 1998 : Heliopolis
- 2005 : I Am Your Blindness
- 2021 : Excess

### Démos
- 1991 : Missed Abortion (démo)